# Sleeping Dogs
Слийпинг догс (на английски: Sleeping Dogs, „Спящи кучета“) е видео игра от типа „отворен свят“, създадена от „Юнайтед Фронт Геймс“ (United Front Games) и Скуеър Иникс Лондон (Square Enix London) през 2012 г. Публикувана от Скуеър Иникс и Бандай Неймко Геймс (Bandai Namco Games) за игрови конзоли на Microsoft Windows, PlayStation 3 и Xbox 360. Действието се развива в съвременен Хонгконг, където главният герой Уей Шен има трудната задача като таен агент да се внедри в една от големите хонгконгски триади – Сън Он Ли.
Играта се фокусира над бойните, стрелкови и паркур умения на Шен, както и на устройства, които могат да бъдат използвани за битка и проучване. Играчите трябва да изпълняват мисии, за да отключат последващи нива и напреднат в историята, но също така могат и да се запознаят с отворения свят на играта и да се заемат с легални и криминални дейности. Тези дейности могат да привлекат вниманието на полицията, чийто интензитет се контролира от heat система. Действия като борба, шофиране и състезания, дават статистически награди на Уей, с които играчът натрупва постижения.

## Създаване
Трудната и продължителна разработка на Sleeping Dogs започва през 2008 г. Играта бива обявена през 2009 г. като част от сериите на Тру Крайм (True Crime), но Активижън Близард (Activision Blizzard) спира разработката през 2011 г. и като резултат проектът закъснява и бюджетът се усложнява. Шест месеца по-късно Скуеър Иникс купува правата върху името и я преименува на Sleeping Dogs, без патента на Тру Крайм, но впоследствие играта се оказва успешна. По време на разработката екипът на Юнайтед Фронт посещава Хонгконг, за да пресъздадат визуалните елементи и звуци.
След издаването си през 2012 г. играта получава много положителни отзиви за бойната си система, актьорската игра, системата за развитие и точността на изобразяване на града, но графиката, камерата и анимациите са критикувани. В следващата година над 1.5 милиона копия са продадени. Нови облекла, мисии и три нови допълнения са добавени шест месец след дебюта на играта. Новата преработка под името Definitive Edition излиза през октомври 2014 г. за Microsoft Windows, PlayStation 4 и Xbox One. Разполага с подобрена графична резолюция и геймплей, с подобрени визуални и аудиовизуални качества, съобразени с общото мнение на потребители и критици. Новата форма на играта се казва Triad Wars (Война на триадите) и е в процес на обработка, като се очаква да излезе през 2015 г.

## Геймплей
Sleeping Dogs е екшън-приключенска видео игра, която се играе от перспективата на трето лице. Играчът контролира Уей Шен – американски полицай от китайски произход, който се опитва да проникне в престъпната организация Сън Он Ли. Първата мисия на играта има за цел да запознае играча с обстановката на играта и да покаже как се контролира героят. След тази мисия играчът е на свобода и може да изследва света на играта и да вземе участие в страничните мисии и други задачи. Уей Шен може да се придвижва през света на играта чрез тичане, скачане, катерене, плуване и каране на коли, лодки и мотори. Интерфейсът за атрибути на екрана предоствя малка карта на Хонконг, която показва цели, ключови локации и текущата локация на Уей. Малката карта също така включва и два допълнителни атрибута: единият показва здравето на Уей, а другия – изражението на лицето. Когато атрибутът за изражение се запълни, играчът отключва нови ъпгрейди, напр. възстановяване на здравето, подобрени бойни тактики и намаления на цените на екипировка. Интерфейсът за атрибути също показва наличните оръжия и броя на амунициите им.
Играта разполага с механизъм за ролева игра, базирана на три типа опит (нар. XP – experience points / точки за опит): Triad XP, Face XP и Police XP. Точките от типа Triad се получават чрез участия в меле битки и насилствени действия като убийства. Точките от типа Face XP се получават чрез изпълнението на страничните акции, които запълват атрибута за „изражение“ и играчът отключва козметични елементи като облекла и превозни средства. Точките от типа Police XP се получават чрез намаляване на жертвите на цивилните и имуществените щети по време на акциите и чрез изпълняването на странични полицейски акции. Получаването на точките за опит (XP) отключват способности като автоматично запалване на коли и обезоръжаване на опоненти. Дрехите, аксесоарите и превозните средства, закупени от Уей Шен не влияят върху реакциите на другите герои към него. Играчът също така може да събере нефритени статуи, за да отключи нови бойни техники.
Меле боевете в Sleep Dogs са сравнени с тези на Batman: Arkham Asylum: те се състоят от атаки, улавяне и контраатакуващи движения и могат да се изпълняват с или без оръжия. Тези три основни команди са свързани с движенията на героя, за да изпълнят неговата атака. Атрибутът за „изражение“ се запълва най-бързо, когато противниците са победени с различни движения в бърза последователност или с помощта на странична атака. Страничните атаки се изпълняват чрез влаченето на опонента до специален обект, които Уей използва, за да убие противника. Меле оръжията като ножове и ключ за гуми са достъпни, но те се чупят при честата употреба. Играчът може да извърши т. нар. „кражби в движение“ докато шофира. При тях Уей скача от своя автомобил и открадва друг в движение. В битка Уей Шен губи здравето си, ако бъде атакуван. Ако атрибутът за здраве бъде изчерпан, героят се озовава в болница.
Ако играчът извърши престъпления с героя, полицията в играта реагира и атрибутът за издирване се запълва. Атрибутът показва текущото ниво на издирване. Ако героят достигне ниво 5, полицията ще преследва Уей агресивно. Нивото на издирване спада, ако Уей се скрие и не се появява в полезрението на полицията. Полицаите ще продължават да търсят Уей, дори и когато той е напуснал околността на издирване и преследването ще започне отново, ако бъде видян. Ако Уей бъде арестуван или убит от полицай по време на акция, играта се рестартира от последното запазено място.
Някои райони остават недостъпни, докато не се изпълни дадена част от историята на играта. Въпреки че играчът трябва да изпълнява мисии, за да отключи следващи нива и да продължи с историята, той също така може и да изследва света на играта и да върши различни дейности, като напр. посещения в кароке бар или боен клуб, кражби на коли, улични гонки и др. Уей Шен има няколко възможности да се обвърже. Успешните срещи с момичета отключват нови нива и бонуси. Изпълняването на страничните мисии награждава играча с нови мисии, превозни средства, облекла и др.

## Герои
- Уей Шен – главен герой на играта. Роден през 1984 г., от китайски произход. Работи в полицията на Хонконг като цивилен агент, т.е. агент под прикритие, с цел да се внедри в Триадата на града. Уей е много талантлив майстор на бойните изкуства, стрелец и шофьор, имащ много развит интелект. Озвучен от Уил Юн Ли.
- Джеки Ма – най-добрият приятел на Уей, с когото дружат от детство. Член на групировката Уотър Стрийт (Water Street), впоследствие приет в Сун Он Йе. Бил закопан жив в гроб и е спасен от Уей Шен. По-късно е подложен на жестоко изтезание и убит от Мистър Тун.
- Уинстън Чу – лидер на уличната банда Уотър Стрийт. Голямата част от времето си прекарва в задната стая на ресторанта на майка си, откъдето и издава заповеди. Чу е груб, но уважаващ семейството човек. Убит е на своята сватба заедно с годеницата на Сем Лин.
- Сем Лин – по прякор „Кучешко око“ – лидер на уличната банда Джейд (Jade/Нефрит). Сем е приятел от детството си с Уинстън Чу, с когото са планирали своите първи крачки в криминалната схема на града. По-късно оглавяват две съвършено различни банди, между които се появява съперничество. Убит е от мисис Чу – майката на Уинстън – като отмъщение за смъртта на сина ѝ.
- Хенри Ли – по прякор „Веселяка“ – най-влиятелният от „Червените пръти“ в организацията Сун Он Йе. Занимава се с търговия на наркотици. Един от главните отрицателни герои. В края на играта е хвърлен от Уей Шен в машина за натрошаване на лед.
- Мисис Дзян – по прякор „Кривокоста“ от организацията „Червен прът“, част от Сун Он Йе. Съюзница на Уинстън Чу. След смъртта на Чичо По оглавява Сун Он Йе – съответно с леля Дзян.
- Холард Цао – по прякор „Двете брадички“ от „Червените пръти“ в Сун Он Йе. Заема тази длъжност от 1981 г. Контролира крупния пазар на игрални заведения.
- Дейвид Ва–Лин – по прякор „Чичо По“ – наричан още Главата на дракона – ръководител на Сун Он Йе. Отдава времето и парите си за благотворителност и е широко известен като покровител на квартала, контролиран от Сун Он Йе. Убит е в болницата от своя стар познат – инспектро Пендрю. Озвъчен от Джеймс Хонг.
- Сони Уо – глава на компанията Три Съркъл Ентертейнмънт (Three Circle Entertainment) – крупен играч на пазара за кино, телевизия и музика. Има връзки с Хенри Ли. Има връзки с полицая Пендрю. Озвучаван от Чин Хан.
- Рики Уон – дясна ръка и телохранител на Сони Уо.
- Лю Шен Тун – главен килър на Хенри Ли. В края на играта е убит от Уей Шен.
- Конрой Ву – дясната ръка на Уинстън Чу. Приятел на Уей Шен. Член на групировката Уотър Стрийт. В края на играта е приет в Сун Он Йе. Озвучен от Робин Шу.
- Томас Пендрю – старши инспектор в полицията на Хонгконг. Именно той дава заповед на Уей Шен да се внедри в организацията Сун Он Йе. Пристъпва към арести благодарение на събраните от Уей улики. Озвучен от Том Уилинсън.
- Келвин – приятел на Уей Шен. Член на групировката Уотър стрийт. По-късно е приет в Сун Он Йе. В сюжета играе сравнително малка роля, но има цяла линия странични задачи.
- Реймънд Мак – сержант от полицията на Хонгконг, помощник на Томас Пендрю. Съобщава на Уей задачите и получава информация за изпълнението им, която предава на Пендрю. Озвучен от Байрън Мак.
- Джейн Тенг – инспектор от полицията на Хонгконг. Първоначално не одобрява Уей, но впоследствие става достатъчно лоялна към него. Озвучена от Кели Ху.
- Аманда Картрайт – туристка, пристигнала от САЩ в Хонгконг за обучение. Тук тя среща Уей Шен. По-късно Уей често ѝ помага. Озвучена от Ема Стоун.
- Пеги Ли – годеницата на Уинстън Чу. Убита на собствената си сватба.
- Илияна – нелегално живееща в Хонгконг руска девойка. Привлича с романтичен интерес главния герой, а по-късно с нейна помощ той разкрива похищението на нейната приятелка Катя.